# Monumento conmemorativo a Richard Morris Hunt
El Monumento conmemorativo a Richard Morris Hunt (en inglés, Richard Morris Hunt Memorial) es un monumento al arquitecto Richard Morris Hunt, diseñado por Bruce Price con esculturas de Daniel Chester French, ubicado en el muro perimetral del Central Park en Manhattan, Nueva York (Estados Unidos).

## Descripción
El monumento consiste en un busto que reposa sobre una estela en una exedra con columnas y una cornisa, que en cada extremo tiene figura femenina de pie. Su piso está conformado por un mosaico y el monumento está separado del andén por dos escalones.
El busto de bronce de Hunt fue fundido por Henry-Bonnard Bronze Company de Nueva York. El monumento fue erigido en 1898 por las Sociedades de Arte de Nueva York, una coalición de varias instituciones culturales municipales asociadas con Hunt: la Asociación Century, la Sociedad de Arte Municipal (cuyo primer presidente, en 1892, fue Hunt), el Museo Metropolitano de Arte (cuyo edificio principal fue diseñado por Hunt), el Artist Artisans of New York, la Architectural League, la National Sculpture Society, la National Academy of Design, la Society of American Artists, el American Institute of Architects (cofundada por Hunt en 1857), la Sociedad Americana de Acuarela y la Sociedad de Arquitectos de Bellas Artes.
Cuando se construyó, el monumento estaba ubicado frente a la Biblioteca Lenox, que fue diseñada por Hunt en 1877. Esta fue demolida en 1912 y reemplazado por la mansión de Henry Clay Frick, que en la actualidad alberga la Colección Frick.